# Oberdorf (Soletta)
Oberdorf (toponimo tedesco) è un comune svizzero di 1 654 abitanti del Canton Soletta, nel distretto di Lebern.